# Енріко Поджі
Енріко Поджі (італ. Enrico Poggi, 30 січня 1908 — 16 жовтня 1976) — італійський яхтсмен.
Олімпійський чемпіон 1936 року в класі 8 метрів, учасник 1948 року.